# RWS Bouwdiensten
RWS Bouwdiensten zijn de specialistische diensten van de Rijkswaterstaat, die al of niet tijdelijk zijn opgericht voor het realiseren van grote infrastructurele werken. Van 1990 tot 2009 was er voor die taak één dienst met de naam Bouwdienst. 
Soms werden er voor speciale projecten aparte diensten of tijdelijke bouwbureaus opgericht, soms ook bestonden er ook gedurende lange tijd specialistische diensten voor bepaalde aspecten van infrastructurele werken (Bruggen, Sluizen & Stuwen en Wegen). Vanaf ongeveer 2005 werden de tijdelijke diensten aangeduid als Projectdirecties.

## Bouwdiensten gedurende de 19e eeuw
Aanvankelijk kregen grote werken geen eigen plaats in de organisatie. Wel waren er Hoofdingenieurs in algemene dienst, die een speciale opdracht hadden. Zo was Christiaan Brunings jr (een neef van zijn naamgenoot Christiaan Brunings) van 1817 tot 1824 belast met de uitvoering van droogmakerijen en was Bernardus Hermanus Goudriaan van 1826 tot 1836 belast met de aanleg van de Zuid-Willemsvaart.
Voor drie projecten werd wel een aparte organisatie in het leven geroepen: de Waterweg van Rotterdam naar Zee, het Kanaal van Amsterdam naar de Merwede en de Verlegging van de Maasmond:

### Waterweg van Rotterdam naar Zee (RW)
Dit bouwbureau realiseerde vanaf 1863 tot 1872 de Nieuwe Waterweg, maar heeft tot 1902 bestaan.

### Kanaal van Amsterdam naar de Merwede (MRW)
Dit bouwbureau realiseerde vanaf 1881 tot 1892 het Merwedekanaal, onder leiding van ir.J.M.F. Wellan.

### Verlegging van de Maasmond (MM)
Dit bouwbureau realiseerde vanaf 1883 tot 1892 de Bergsche Maas en de aanverwante werken ter realisatie van de scheiding van de mondingen van de Maas en de Waal, onder leiding van ir. C.F.M.H. Schnebbelie.

## Bouwdiensten in de 1e helft van de 20e eeuw

### Zuiderzeewerken
Het eerste grote bouwbureau dat in de 20e werd opgericht was in 1919 de Dienst der Zuiderzeewerken, aanvankelijk buiten de Rijkswaterstaat maar uiteindelijk geëvolueerd naar een beheersdirectie (directie Zuiderzeewerken) van de Rijkswaterstaat (tot 1 januari 1989).

### Wegen, Bruggen, Sluizen & Stuwen
Met de opkomst van de auto en de ontwikkeling van het net van autosnelwegen hing ook de ontwikkeling van een aantal deels specialistische, deels bouwdiensten van de Rijkswaterstaat samen:
- Vanaf 1923: District Wegentechniek, in 1930 overgegaan in de Directie Wegenverbetering, waaruit in 1936 de Directie Bruggen is ontstaan. Deze directie ging uiteindelijk in 1990 samen met de directie Sluizen & Stuwen op in de Bouwdienst Rijkswaterstaat.
- In 1936 ontstond uit de Directie Wegenverbetering ook de districten Nieuwe Wegen, waarvan er drie naast elkaar hebben bestaan. Uiteindelijk werd daaruit in 1946 de Directie Wegen gevormd, die tot 1981 heeft bestaan.

Daarnaast bestonden er bouwbureaus voor de volgende projecten:
- Sluisbouw IJmuiden, waar uiteindelijk de directie Sluizen & Stuwen uit is ontstaan.

### District Maasverbetering (mv)
Dit bouwbureau realiseerde vanaf 1929 tot 1933 de bochtafsnijdingen in de Maas, onder leiding van ir.C.W. Lely (tot 1 maart 1932) en daarna van ir.J.W. de Vries.

### District Twentekanalen (tk)
Dit bouwbureau realiseerde vanaf 1929 tot 1935 de aanleg van het Twentekanaal, onder leiding van ir.L.R. Wentholt.

### Districten Amsterdam-Boven Rijn (I en II)
Deze bouwbureaus realiseerden vanaf 1931 tot 1944 de aanleg van het Amsterdam-Rijnkanaal. Het district Amsterdam-Boven Rijn I stond tot 1935 onder leiding van ir.W.H. Brinckhorst; het district Amsterdam-Boven Rijn II aanvankelijk - tot 1 februari 1938 - onder leiding van ir.C.T.C Heijning, daarna - tot juli 1944 - van ir.C.G. Kraijenhoff van de Leur en vervolgens nog enkele maanden van ir.C. de Groot. In december 1944 werd ook dit district opgeheven en gingen de beheerstaken over naar de directie Utrecht.

### Dienst Droogmaking Walcheren
Deze dienst is formeel nooit opgericht en opgeheven, maar heeft van 19 november 1944 tot in 1949 gefunctioneerd onder leiding van ir.P.Ph. Jansen en heeft de dijken rond het eiland Walcheren gedicht na de inundatie van het eiland door de geallieerden in het kader van de Slag om de Schelde. Over de droogmaking gaat het boek "Het verjaagde Water" van A. den Doolaard. Jansen figureert in dit boek als André van Hummel

## Bouwdiensten in de 2e helft van de 20e eeuw

### Landaanwinningswerken
Na de Tweede Wereldoorlog werd het Technisch Bureau der Domeinen, dat in de crisisjaren de ontwikkeling van landaanwinning langs de waddenkust van Groningen en Friesland als werkgelegenheidsobject ter hand had genomen, overgeheveld van het Ministerie van Financiën naar het Ministerie van Openbare Werken en Wederopbouw en kort daarna naar Verkeer en Waterstaat. Het kreeg een plaats binnen de Rijkswaterstaat, veranderde een paar keer van naam en was tevens betrokken bij de uitvoering van de afdamming van de Braakman, het Drie-eilandenplan en de afsluiting van de Lauwerszee. 
De uitvoering van de landaanwinningswerken in Groningen en Friesland werden vanaf het begin van de jaren zestig van de 20e eeuw ondergebracht bij de directie Groningen van de Rijkswaterstaat als afdeling Landaanwinningswerken in Groningen en Friesland en gevestigd in Baflo.

### Dienst Speciale Werken
Deze - aanvankelijk strikt geheime dienst - was van 1951 tot 1969 belast met de voorbereiding en de aanleg van de verdedigingswerken in de IJssel en de Rijn ten behoeve van de landsverdediging (de IJssellinie) en later met de verwijdering van dezelfde werken. De dienst stond onder leiding van ir.A. Burger. Bij het lemma IJssellinie wordt uitgebreid op dit werk ingegaan. Ook staat er een externe link naar de website van de gelijknamige stichting.

### Dienst Dijkherstel Zeeland
Deze dienst was belast met het herstel van de dijken na de stormvloed van 1 februari 1953. De dienst werd opgericht op 17 februari 1953 en heeft bestaan tot 3 februari 1956 en stond onder leiding van de hoofdingenieur-directeur in de directie Zeeland (tot 1 september 1953 ir.Th. Heyblom en daarna ir.J.H. van der Burgt.

### Deltadienst
De Deltadienst heeft bestaan van 1 april 1956 tot 3 oktober 1986 (één dag voor de voltooiing van de Oosterscheldekering). Onder het hoofd van de Deltadienst ressorteerden tot 1 juni 1964 drie directies: de directie Benedenrivieren, de directie Deltawerken-Noord en de directie Deltawerken-Zuid. Na die datum zijn de laatste twee samengevoegd tot de directie Afsluitingswerken. 
Zie voor meer informatie bij Deltadienst en Deltaplan.

## Bouwdienst Rijkswaterstaat
De Bouwdienst Rijkswaterstaat was sinds 1 januari 1990 de enige bouwdienst voor grote infrastructurele werken van de Rijkswaterstaat. De dienst is ontstaan uit het samengaan van de twee toen nog bestaande bouwdiensten: Bruggen en Sluizen & Stuwen. In de laatste dienst was sinds 3 oktober 1986 al een afdeling Waterbouw - afkomstig van de Deltadienst - opgenomen.
In de loop van de jaren heeft de dienst zich ontwikkeld van een zelf ontwerpende dienst naar een meer regisserende en opdrachtgevende dienst. Deze ontwikkeling betekende dat meer en meer afscheid genomen werd van uitgewerkte bestekken en besteksvormen als Design and Build en DBFM meer en meer de norm werd.
De dienst werd doorgaans aangeduid als Bouwdienst. De naam van de dienst werd in oktober 2005 naar analogie van de andere diensten van de Rijkswaterstaat tot Rijkswaterstaat Bouwdienst. In 2009 veranderde de naam in Dienst Infrastructuur.
Bij de reorganisatie van april 2013 werden alle civieltechnische werken van de Rijkswaterstaat gecentraliseerd en werd vanwege de omvang van het werk de dienst gesplitst in twee diensten: RWS Grote Projecten en Onderhoud (RWS GPO) en RWS Programma's, Projecten en Onderhoud (RWS PPO) 